# Zayu
Zayu (en tibetano, རྫ་ཡུལ་རྫོང་།; wylie, rdza yul rdzong; literalmente, ‘la casa del pueblo’; en chino, 察隅县; pinyin, Cháyú xiàn) es un condado bajo la administración directa de la Prefectura Nyingchi en la Región autónoma del Tíbet, República Popular China. Su área es 2330 km² y su población total para 2010 fue cercana a los 30 mil habitantes.

## Administración
El condado de Zayu se divide en 6 pueblos que se administran en 3 poblados y 3 villas.